# ميخائيل أنتوني
ميخائيل أنتوني (بالإنجليزية: Michael Anthony)‏ هو عازف باس وموسيقي أمريكي، ولد في 20 يونيو 1954 في شيكاغو في الولايات المتحدة.

## وصلات خارجية
- الموقع الرسمي
- ميخائيل أنتوني على موقع الموسوعة البريطانية (الإنجليزية)
- ميخائيل أنتوني على موقع ميوزك برينز (الإنجليزية)
- ميخائيل أنتوني على موقع إن إن دي بي (الإنجليزية)
- ميخائيل أنتوني على موقع أول ميوزيك (الإنجليزية)
- ميخائيل أنتوني على موقع ديسكوغز (الإنجليزية)